# Punt e Mes

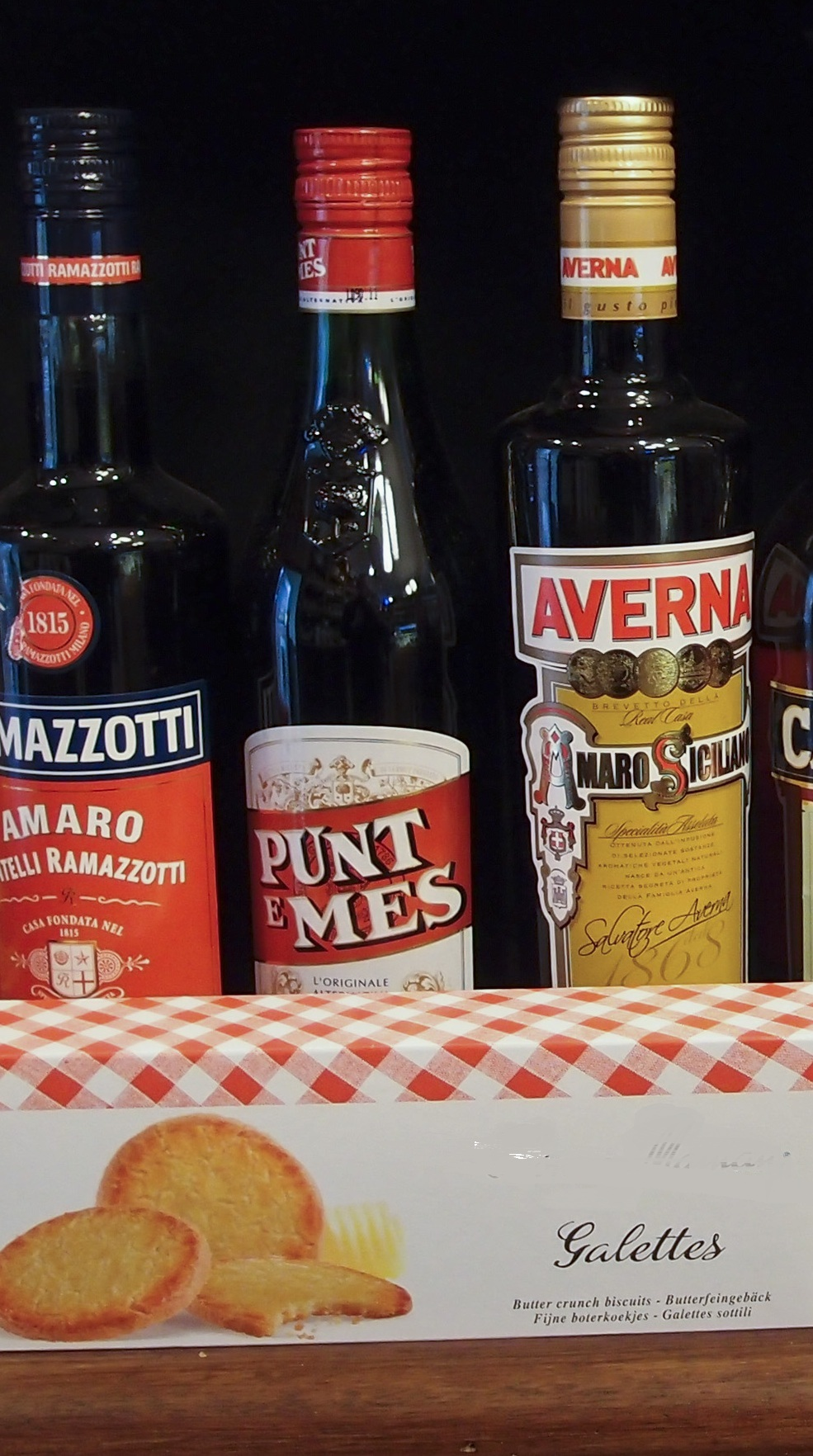
Punt e Mes (midden)

Punt e Mes is een Italiaanse vermout. Het is donkerbruin van kleur en heeft een bittere smaak. Punt e Mes betekent letterlijk "punt en een half " in het Piëmontees. De naam is een verwijzing naar  diens smaak: "een punt" zoetheid en "een half punt" bitterheid (door kinine). 
Het kan gebruikt worden als vervanging voor reguliere rode vermout in cocktails als de Americano, de Manhattan en de Negroni. Punt e Mes heeft een sterke, onderscheidende smaak, die ongeveer tussen de smaak van rode vermout en Campari in ligt. Punt e Mes werd tot 2001 gemaakt door de Carpano familie uit Turijn, waarna het verkocht is aan distilleerderij Fratelli Branca uit Milaan.